# کامییاهاگی، گیفو

کامییاهاگی، گیفو (به ژاپنی: 上矢作町, Kamiyahagi-chō)، یکی از شهرک‌ها، در ناحیه انا، گیفو در استان گیفو در ژاپن بود.